# Maia Reficco
Maia Reficco Viqueira (n. 14 iulie 2000, Boston, Massachusetts, SUA) este o actriță și cântăreață americană-argentiniană.